# Sheldon Cooper
Dr Sheldon Lee Cooper är en rollfigur spelad av Jim Parsons, och en av huvudpersonerna i den amerikanska sitcom-serien The Big Bang Theory.
Sheldon Cooper är doktor i teoretisk partikelfysik och arbetar på California Institute of Technology. Han bor i en lägenhet i Pasadena, Kalifornien i  tillsammans med sin bästa vän och kollega Leonard Hofstadter, mittemot grannen Penny. 
Han umgås, förutom med Leonard, med kollegorna Howard Wolowitz och Rajesh Koothrappali. 
Han har en flickvän vid namn Amy Farrah Fowler, som han efter många år gifte sig med i slutet av den elfte säsongen.  
Sheldon växte upp i Galveston, Texas och fick en kristen uppfostran av sin mor och alkoholiserade far.
Sheldon använder sig ibland av uttrycket bazinga. Sheldon säger det när han vill bekräfta att han har sagt ett av sina "practical jokes" ("skämt"). Han har eidetiskt minne och en IQ på 187.
Sheldon har också ett stort intresse för science fiction (speciellt Star Trek, men även Star Wars och Doctor Who) och han identifierar starkt med rollfiguren Spock från Star Trek: The Original Series. 